# Afterwords
Afterwords is een livealbum van Iain Matthews, begeleid door Egbert Derix. Het zijn opnamen gemaakt tijdens een concert in Café Tembi in Maastricht, naar aanleiding van zijn studioalbum Joy Mining. De intimiteit van de muziek liep daarbij geen schade op, een album met live gespeelde luisterliedjes. Datum van opname was 17 mei 2009.
Uitgifte van het album ging gepaard met een extra dvd met daarop opnamen van het concert in Den Haag in de Acoustic Alley op 18 oktober 2009.

## Musici
- Iain Matthews – zang
- Egbert Derix – piano
- Sjoerd Rutten – percussie op cd

## Tracklist
| Nr. | Titel                                   | Duur |
| --- | --------------------------------------- | ---- |
| 1.  | Joy Mining (Matthews)                   |      |
| 2.  | St. Theresa’s Ghost (Matthews, Derix)   |      |
| 3.  | Waves (Matthews, Derix)                 |      |
| 4.  | Fishing (Matthews, Derix)               |      |
| 5.  | A Lamb in Armor (Matthews)              |      |
| 6.  | Gold (Peter Blegvad)                    |      |
| 7.  | The Frame (Terry Reid)                  |      |
| 8.  | Timing (Matthews)                       |      |
| 9.  | Randolph (Matthews, Derix,Andy Roberts) |      |
| 10. | Funk and Fire (Matthews)                |      |
| 11. | Woodstock (Joni Mitchell)               |      |

| Nr. | Titel                        | Duur |
| --- | ---------------------------- | ---- |
| 1.  | Something Mighty (Matthews)  |      |
| 2.  | Joy Mining (Matthews)        |      |
| 3.  | Fishing (Matthews, Derix,)   |      |
| 4.  | A Lamb in Armor (Matthews)   |      |
| 5.  | Gold (Peter Blegvad)         |      |
| 6.  | The Frame (Terry Reid)       |      |
| 7.  | Timing (Matthews)            |      |
| 8.  | Reservoir (Matthews, Derix,) |      |
| 9.  | Funk and Fire (Matthews)     |      |